# جلادهی غلتکی
جلادهی غلتکی (به انگلیسی: Roller burnishing) یک تکنیک افزایش عمر خستگی است که در آن از غلتک‌های سخت برای کاهش ناهمواری سطح استفاده می‌شود. جلادهی غلتکی متفاوت از تکنیک‌های سایندگی سطح است؛ در آن مواد به جای حذف شدن، جابجا می‌شوند. ابزار به‌طور معمول از یک کره سخت شده یا غلتک استوانه ای تشکیل شده‌است. ابزار به روی سطح قطعه فشرده می‌شود و می‌چرخد (در برخی از کاربردهای خاص، ابزار به جای قطعه چرخانده می‌شود). ابزار جلادهی درمقابل سطح قطعه با سرعت ثابت می‌چرخد و باعث افزایش عمر خستگی در سراسر قطعه می‌شود. یک اثر جانبی این است که سطح بیرون قطعه دچار کار سختی می‌شود.
در ماشین کاری سوراخ عمیق، یک ابزار جلادهی غلتکی اغلب با چاقوهای برنده ای روی همان ابزار ترکیب می‌شود. چاقوهای برنده ابتدا عبور می‌کنند و لایه داخل فلز را خراشیده و به دنبال آن غلتک‌های جلادهی، قطعه را کارسرد می‌کنند و یک سطح آینه ای ایجاد می‌کنند. این روش اغلب در کاربردهای سیلندر هیدرولیک استفاده می‌شود. این فرایند می‌تواند بر روی یک ماشین حفاری سوراخ عمیق یا یک ماشین برش اختصاصی اتفاق بیفتد.

## روش
هدف اصلی جلادهی غلتکی دستیابی به سطوح یا سطوح صاف با کیفیت بالا با پایان سطح از پیش تعریف شده‌است. یک یا چند غلتک یا توپ لایه سطح قطعه کار را تغییر شکل می‌دهند. این فرایند زمانی مورد استفاده قرار می‌گیرد که هدف این است که یا به یک پایان سطح با کیفیت بالا دست یابد یا زمانی که یک پایان سطح از پیش تعریف شده نمی‌تواند با ماشین‌کاری به دست آید.
در نقطه تماس، نیروی جلادهی، تنش‌های تماسی را در منطقه لبه ماده تولید می‌کند. اگر این تنش بالاتر از تنش تسلیم ماده باشد، ماده روی سطح دچار تغییر شکل پلاستیک می‌شود. با حرکت توپ یا غلتک در سراسر سطح قطعه، قله‌های سطح به پایین، تقریباً عمودی، به سطح فشرده می‌شوند و ماده سپس به دره‌های بین قله‌ها تغییر شکل می‌دهد. سطح صاف حاصل نه به این دلیل رخ می‌دهد که قله‌ها به سطح خم شده‌اند (یک فرض گسترده نگه داشته شده، بلکه کاذب)، بلکه به این دلیل که تغییر شکلی که دارد، ناهمواری‌های سطحی را از بین می‌برد.
تقریباً تمام فرایندها برای ساخت سطوح با کیفیت بالا را می‌توان با غلتکی جایگزین کرد (مانند عطف ریز، آسیاب کردن، گالینگ، هونینگ، صیقل دادن، مالش). این فرایند اثبات شده مستلزم مزایای تکنولوژیکی و اقتصادی قابل توجهی برای سطوح در منطقه ناهموار است
سطوح جلا داده شده در ساختارش خاص هستند و می‌توانند به صورت زیر توصیف شوند:
نسبت تحمل سطح بالا
اصطکاک کمتر و سایش کمتر
افزایش سختی از طریق کار سردی
مزایای آن:
- زمان چرخه کوتاه و حذف زمان راه‌اندازی و زمان پردازش کمکی
- برای استفاده با ماشین‌های معمولی یا تحت کنترل CNC2)
- پردازش کامل در یک سیستم
- هیچ ماده‌ای را تولید نمی‌کند و هیچ زباله ای تولید نمی‌کند.
- نیاز به مواد روانکار زیادی
- انتشار صدای کم
- ابزار ان خرابی کمی دارد.
- تغییر ابعادی از طریق فرسایش ابزار ندارد.[۲]

جلادهی غلتکی یک تکنیک خستگی سطح است که در آن غلتک‌های مقاوم به شدت صیقل یافته با قطعه ارتباط فشاری برقرار می‌کند. همان‌طور که فشار ایجاد شده از فشار نقطه تسلیم قطعه عبور کند، سطح آن دچار تغییر شکل پلاستیک می‌شود. نتیجه ان یک سطح آینه مانند وکار سخت شده با ویژگی‌های حامل بار است که بهتر از روش‌های حذف فلز ساینده به دست آمده‌است.
سطح جلاداده شده صاف‌تر است و مقاومت به سایش بیشتری دارد. پروفایلومتر مقدار زبری را اندازه‌گیری می‌کند. در فرایندهای افزایش عمر خستگی به روش سایندگی، با برش یا پاره کردن فلز، آن را جایگزین می‌کنند؛ و در حالی که این کار معمولاً ناهمواری را کاهش می‌دهد، اما همچنان برآمدگی‌های تیزی در صفحه تماس سطح ماشین کاری باقی می‌ماند.
جلادهی غلتکی به جای برداشتن آن، فلز را جابجا می‌کند. مواد در "قله‌های " میکروسکوپی " بر روی سطح ماشین کاری شده، به جریان سرد در دره‌ها تبدیل می‌شود، " ایجاد یک سطح صاف که در آن تیزی در صفحه تماس کاهش یا حذف می‌شود؛ بنابراین یک سطح صیقلی از سطح خراشیده با همان میزان زبری، هموارتر است.